# Wrzeście (Redzikowo)
Wrzeście (deutsch Freist, Kreis Stolp/Pommern, kaschubisch Wrzészcz, auch Stôlpsczé Wrzéscé, slowinzisch Vřìe̯scä) ist ein Dorf im Nordwesten der polnischen Woiwodschaft Pommern. Es gehört zur Landgemeinde Redzikowo (Landgemeinde Reitz) im Powiat Słupski (Stolper Kreis).

## Geographische Lage
Das Kirchdorf liegt in Hinterpommern, etwa zehn Kilometer nordöstlich der Kreisstadt Stolp und 15 Kilometer ostsüdöstlich von Stolpmünde an der Ostsee auf einer abfallenden Grundmoräne. 

## Geschichte

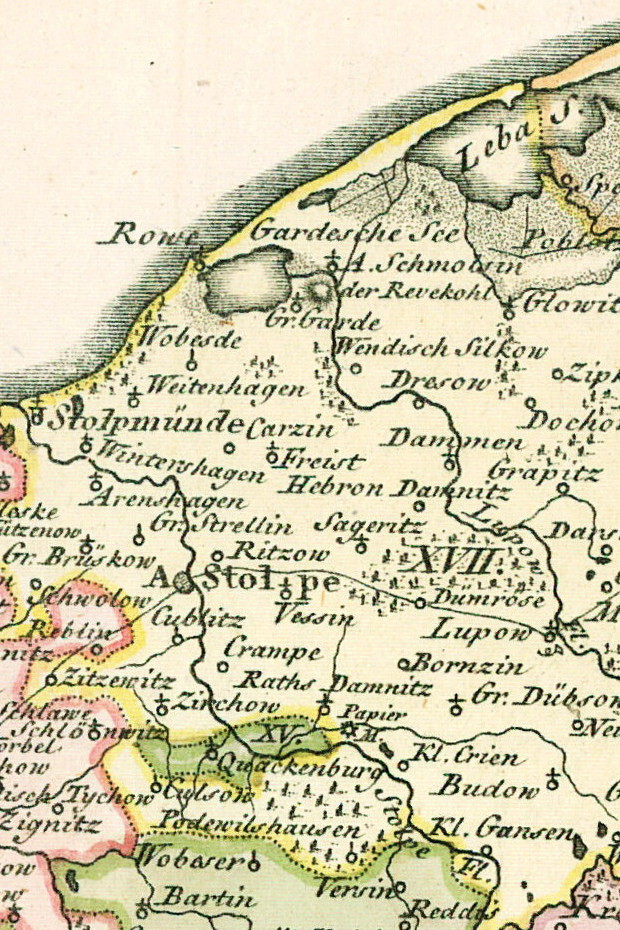
Freist, Kirchdorf, nordöstlich der Stadt Stolp (früher Stolpe geschrieben), recht der Stolpe und auf halber Strecke zum Garder See an der Ostsee, auf einer Landkarte von 1794.

Der historischen Dorfform nach war Freist (1285 auch Wressou, 1523 Vresth) ein Winkelzeilendorf. Erstmals wird es 1285 in einer Urkunde genannt, in der Herzog Mestwin II. von Pommerellen dem Kloster Belbuck und der Nikolaikirche in Stolp die Dörfer Buckow (=Wendisch Buckow bei Stolp, 1937–45 Buchenstein), Freist und Nipnow schenkte.
Um 1400 war Freist im Besitz der Familie Gutzmerow, die seit ihrem ersten Auftreten in Ostpommern auch auf ihrem Stammsitz Alt Gutzmerow saß. Dieser aber ging bereits 1552 verloren. Über 400 Jahre hat die Familie von Gutzmerow Freist und das dazugehörige Vorwerk Kempen besessen. 1523 wird namentlich Laffrens Gutzmerow tor Vresth genannt. Als beide im Eigentum des Lorenz Adam von Gutzmerow waren, wurde das Rittergut 1755 allodifiziert.
Um 1784 hatte Freist ein Vorwerk, einen Prediger, einen Küster, drei Bauern, zwei Halbbauern, vier Kossäten, eine Schmiede und eine Wassermühle bei insgesamt 18 Feuerstellen.
1817 verkaufte Lorenz Adam von Gutzmerow Freist an Magnus Friedrich von Schmeling, und nachfolgende Besitzer wurden:
| - Gottfried Gütschow (1843–1852) - Friedrich Hell (1852–1855) - Louis Türkheini (1855–1884) - Eduard Koch (1884–1893) - Artur von Livonius (1896–1901) | - Ernst von Livonius (1902–1918) - Erich von Rieck-Eggebert auf Poganitz (1918) - Wilhelm Anhalt (1918–1945) |

Der letzte Besitzer Wilhelm Anhalt ließ 1923 das Herrenhaus in Kempen vergrößern, und in Kempen und in Freist wurden Tagelöhnerhäuser gebaut – feste Steinhäuser mit Stallungen und kleinem Garten.
Am 1. Dezember 1910 waren in der Gemeinde Freist 240 und im Gutsbezirk Freist 271 Einwohner registriert. Die Landgemeinde Freist hatte im Jahr 1925 540 Einwohner, darunter 539 Evangelische und ein Katholik. Am 1. April 1927 hatte das Gut Freist eine Flächengröße von 822 Hektar, und am 16. Juni 1925 hatte der Gutsbezirk 355 Einwohner. Am 30. September 1928 wurde der Gutsbezirk Freist in die Landgemeinde Freist eingegliedert.
Anfang der 1930er Jahre hatte die Gemarkung der Landgemeinde Freist eine Fläche von 11 km². Innerhalb der Gemeindegrenzen gab es drei Wohnstätten, an denen zusammen 64 bewohnte Wohnhäuser standen:
1. Freist
2. Kempen
3. Wassermühle

Um 1935 hatte Freist einen Gasthof, eine Bäckerei, eine Branntweinbrennerei, eine Schmiede und zwei Tischlereien. 1933 wurden 473 und 1939 484 Einwohner gezählt.
Bis 1945 gehörte Freist mit den beiden Ortschaften Kempen und Wassermühle zum Landkreis Stolp im Regierungsbezirk Köslin der preußischen Provinz Pommern des Deutschen Reichs. Die Gemeinde war in den Amts-, Standesamts- und Gendarmeriebezirk Lübzow sowie in den Amtsgerichtsbereich Stolp eingegliedert.
Gegen Ende des Zweiten Weltkriegs besetzte am 8. März 1945 sowjetische Truppen kampflos das Dorf, in dem sich auch zahllose Flüchtlinge aus Ostpreußen aufhielten. Es kam zu Plünderungen, Misshandlungen und Verschleppungen. Am 30. März 1945 mussten die Einwohner Freist vorübergehend verlassen und suchten in Vessin Zuflucht. Nach Beendigung der Kampfhandlungen wurde die Region seitens der sowjetischen Besatzungsmacht zusammen mit ganz Hinterpommern der Volksrepublik Polen zur Verwaltung überlassen. Freist wurde ab 1945 unter der polonisierten Ortsbezeichnung ‚Wrzeście‘ verwaltet. Im Sommer 1945 übernahmen polnische Zivilisten das Dorf. Die großen Mühlen in Freist und Beckel behielten vorläufig die Sowjets in Besitz, ebenso die Brennerei des Gutes Freist, die jedoch im November den Polen übergeben wurde. Dem evangelischen Pfarrer Roll verbot die polnische Polizei zunächst, im Winterhalbjahr 1945/46 Konfirmandenunterricht zu erteilen. In der Nacht vom 7. zum 8. Juni 1946 wurde er dann mit Frau und Tochter von polnischer Miliz abgeholt und mit einem großen Vertreibungstransport von etwa 3000 Menschen in Richtung Westen abgeschoben. Später wurden in der Bundesrepublik Deutschland 186 und in der DDR 148 aus Freist vertriebene Dorfbewohner ermittelt. Im Jahr 1951 gab es in Freist noch zehn deutsche Arbeiter- und Handwerkerfamilien, die dort gegen ihren Willen festgehalten wurden.
Das Dorf ist heute ein Teil der Gmina Redzikowo im Powiat Słupski in der Woiwodschaft Pommern (1975 bis 1998 Woiwodschaft Stolp). Der Ort, in dem heute mehr als 400 Einwohner leben, ist Sitz eines Schulzenamtes, das auch für den Ort Kępno (Kempen) zuständig ist.

## Kirche

### Pfarrkirche

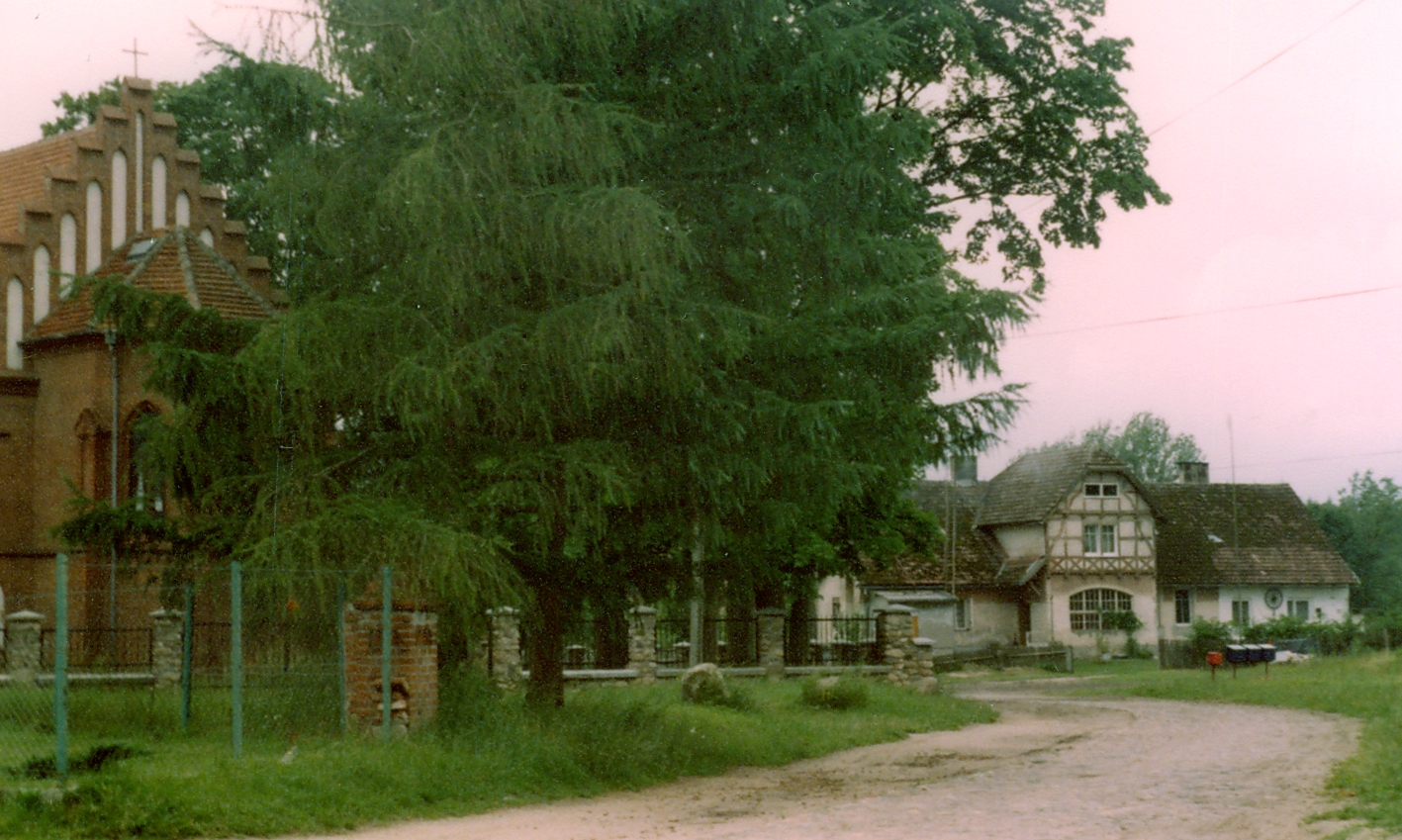
Ostgiebel der Dorfkirche, die bis 1945 Gotteshaus der evangelischen Gemeinde Freist war, mit Chor sowie das Pfarrhaus

Ein Gotteshaus wird in Freist bereits 1493 erwähnt. Im Jahre 1620 erfuhr es eine aufwändige Erneuerung. Die heutige Kirche ist ein Bauwerk aus den Jahren 1872–1874, das nach einer Zeichnung des damaligen Bauinspektors Heithaus errichtet wurde. Die Orgel lieferte Orgelbaumeister Christian Friedrich Völkner aus Groß Dünnow bei Stolpmünde. Die zuvor evangelische Kirche wurde 1945 unter polnischer Verwaltung zugunsten der polnischen katholischen Kirche enteignet.

### Kirchspiel/Pfarrei bis 1945
Vor 1945 war die Bevölkerung von Freist überwiegend evangelischer Konfession. Das Dorf war Pfarrsitz für das gleichnamige Kirchspiel, in das die Orte Beckel, Kempen, Lübzow, Roggatz, Schwuchow und Seddin eingepfarrt waren. Das Kirchspiel Freist gehörte zum Kirchenkreis Stolp-Altstadt im Ostsprengel der Kirchenprovinz Pommern der Kirche der Altpreußischen Union. 1940 zählte es 1485 Gemeindeglieder. Das Kirchenpatronat oblag dem Rittergutsbesitzer, zuletzt Wilhelm Anhalt auf Freist und Kempen. Der Bestand an Kirchenbüchern reichte bis 1721 zurück.

### Polnisches Kirchspiel seit 1945
Die seit 1945 und der Vertreibung der einheimischen Bevölkerung anwesende polnische Einwohnerschaft ist fast ausnahmslos katholischer Konfession. 
Der Ort ist Pfarrsitz. Zur Pfarrei gehört die Filialkirche Żelkowo (Wendisch Silkow, 1937–45 Schwerinshöhe). Außerdem sind die Orte Choćmirówko (Neu Gutzmerow), Choćmirowo (Alt Gutzmerow), Karżcino (Karzin), Kępno (Kempen), Kukowo (Kuckow), Łekwica (Lankwitz), Lubuczewo (Lübzow), Murowaniec (Krug), Wiklino (Beckel), Witkowo (Vietkow), Zgojewko (Neuheit Schojow), Zgojewo (Schojow) und Żoruchowo (Sorchow) eingepfarrt. Aus diesen Ortschaften wurden die einheimischen Dorfbewohner von der polnischen Administration seit 1945 ebenfalls vertrieben.
Die Pfarrei gehört zum Dekanat Główczyce (Glowitz) im Bistum Pelplin der Katholischen Kirche in Polen.
Hier lebende evangelische Kirchenglieder sind der Kreuzkirchengemeinde in Słupsk (Stolp) in der Diözese Pommern-Großpolen der Evangelisch-Augsburgischen Kirche in Polen zugeordnet.

### Pfarrer bis 1945
In vorreformatorischer Zeit – im Jahre 1493 – waren Johann Junghen und Dionysius Molner als Pfarrer in Freist tätig.
Von der Reformationszeit bis 1945 amtierten hier als evangelische Geistliche:
| - Joachim Göte, ab 1585 - Michael Grote - Gregorius Villmügge, ab 1609 - Petrus Stuväus, 1629–1639 - Daniel Müller, 1639–1640 - Michael Oelsnitz, 1640–1641 - Nikolaus Crosius, 1642–1653 - Georg Cranzius, 1653–1676 - Matthias Cranzius, 1676–1697 - Gregorius Grundies, 1697–1706 - Adam Carpovius, 1707–1708 - NN. Simonis, 1709 - Andreas Gerner, 1710–1715 - Johann Christian Kukelentz, 1715–1721 - Joachim Reinhold Alberti, 1721–1756 | - Andreas Joachim Alberti, 1756–1758 - Johann Christoph Dorsch, 1758–1764 - Jakob Friedrich Brittal, 1764–1785 - Karl Georg Gottlob Riese, 1786–1826 - Johann Karl Samuel Starke, 1828–1833 - Julius Heidemann, 1834–1837 - Hermann Karl Anton Zollfeldt, 1837–1849 - Wilhelm August Ludwig Palis, 1849–1886 - Heinrich Wilhelm Martin Schramm, 1887–1889 - Johannes Eugen Gustav Wentzlaff, 1890–1911 - Friedrich Gustav Brinckmann, 1912–1914 - Georg Stephani, 1914–1926 - Reinhold Roll, 1928–1945 |

## Schule
Freist hatte im Jahre 1932 eine dreistufige Volksschule. Hier unterrichteten zwei Lehrer 79 Schulkinder in drei Klassen.

## Verkehr
Durch den Ort verläuft die Woiwodschaftsstraße 213, die von Słupsk über Wicko (Vietzig) und Krokowa (Krockow) bis nach Celbowo (Celbau) im Powiat Pucki (Kreis Putzig) führt. An derselben Straße liegt in 36 Kilometer Entfernung ein Ort gleichen Namens: Wrzeście (Freist, Kreis Lauenburg/Pommern).
Bis 1945 bestand Bahnanschluss über den Ort Karżcino (Karzin) an der Bahnstrecke Stolp-Zezenow der Stolper Bahnen. Heute ist der nächste Bahnhof der der Stadt Słupsk an den beiden Bahnstrecken Nr. 202 von Stargard in Pommern nach Danzig und Nr. 405 von Schneidemühl nach Stolpmünde.

## Persönlichkeiten: Söhne und Töchter des Ortes
- Friedrich-Wilhelm Wentzlaff-Eggebert (1905–1999), deutscher Germanist und Hochschullehrer